# Salvador Albacete y Albert
Salvador Albacete i Albert (Cartagena, 4 de desembre de 1827 - Madrid, 4 d'agost de 1890) va ser un polític espanyol, ministre d'Ultramar durant el regnat d'Alfons XII.

## Biografia
Durant quinze anys va servir en el Cos Administratiu de l'Armada, i entre altres càrrecs va fer d'oficial de la dotació del vapor de guerra León. Després es llicencià en dret i assolí els càrrecs d'Oficial primer i Oficial major del Consell Reial i després del Consell d'Estat. De 1863 a 1868 fou cap de secció, Director d'Hisenda i Subsecretari del Ministeri d'Ultramar en 1865. Poc després va passar a ocupar la Secretaria de la Intel·ligència General de la Reial Casa i Patrimoni, càrrec que va deixar arran de la revolució de 1868.
Acompanyà a Isabel II en el seu exili a París després de la Revolució de 1868. Després de la restauració borbònica, va tornar a Espanya i fou elegit diputat per Arecibo (Puerto Rico) a les eleccions generals espanyoles de 1876, pel de Cartagena a les eleccions generals espanyoles de 1879 i 1881 i pel de l'Havana a les eleccions generals espanyoles de 1886. També fou senador per la província de Múrcia en 1884-1885 i 1885-1886. En 1875 va ser nomenat Fiscal del Consell d'Estat i després conseller, i més tard Fiscal del Tribunal Suprem d'Espanya.
Va ser nomenat ministre d'Ultramar entre març i desembre de 1879. Des del seu càrrec va proposar una sèrie de reformes per dotar de més autonomia a Cuba i barrar el pas als moviments independentistes. Al febrer de 1885 és designat governador del Banc d'Espanya, càrrec que ocuparia fins a la seva defunció. L'1 de juny de 1886 ingressà a la Reial Acadèmia de Ciències Morals i Polítiques. Va rebre, entre d'altres, la Gran Creu d'Isabel la Catòlica, la Gran Creu de Carles III, Comanador de nom de Carles III, Cavaller de l'Esperó d'Or, Gran Creu de la Legió d'Honor, Medalla d'Itàlia i fou nomenat Gentilhome de Cambra de Sa Majestat.